# Англійський коледж, Дуе
Англійський коледж (College des Grands Anglais) — католицька семінарія в Дуе, Франція (раніше також називалася Дуе та англійською Doway), пов’язана з Університетом Дуе. Він був створений у 1568 році та був придушений у 1793 році. Він відомий перекладом Біблії, який називається Біблією Дуе–Реймса. З понад 300 британських священиків, які навчалися в Англійському коледжі, приблизно одна третина була страчена після повернення додому. Розпуск коледжу під час Французької революції призвів до заснування Крук-Холлу поблизу Ланчестера в графстві Дарем (який став Коледжем Святого Катберта) та Коледжу Святого Едмунда, Уер. Існує поширена думка, що компенсаційні кошти, сплачені французами за конфіскацію майна Дуе, були перенаправлені британськими уповноваженими на завершення облаштування королівського павільйону Георга IV у Брайтоні.